# Артамонов Леонід Костянтинович
Леонід Костянтинович Артамонов (рос . Леони́д Константи́нович Артамо́нов; 25 лютого 1859 — † 1 січня 1932 ) — російський військовий інженер, радник і генерал, географ і мандрівник, дослідник Африки , письменник, учасник Першої світової та російсько-японської воєн.

## Біографія
Леонід Артамонов народився в Ананьєвському повіті Херсонської губернії 25 лютого 1859 року. Навчався в Михайлівському юнкерському училищі, потім Артамонов після закінчення Військового інженерно-технічного університету в 1883 році також закінчив його. з Академії Генерального штабу.
У 1897 році був членом російської дипломатичної місії в Ефіопії, де став військовим радником Негуса Менеліка II. Протягом 1897–1898 років він став військовим помічником Менеліка під час його зусиль з модернізації ефіопської армії, що включало наймання європейських експертів для навчання ефіопської армії. Артамонов був одним із контингенту російських офіцерів-добровольців, приєднаних до військ Рас - Тессема, і приєднався до експедиції ефіопської армії до Білого Нілу та надавав допомогу під час їхніх конфліктів із суданськими силами. Зрештою він був звільнений і повернувся до Росії, де пішов на службу в російську армію після початку Першої світової війни.
Його вважали одним з кращих російських військових експертів Росії, компетентним аналітиком з бойовим досвідом і міцною військовою та інженерною освітою. Але його виступ у битві під Танненбергом проти німецьких військ не виправдав цієї репутації.
Після повернення в Росію Артамонов став членом Російського географічного товариства . Він написав книгу « Через Ефіопію до Білого Нілу» про свій досвід в Ефіопії. Він детально описав демократичні експерименти Менеліка ІІ у традиційному патріархальному публічному діалозі ефіопської монархії з власним народом, схожому на пізніші промови президента США Франкліна Делано Рузвельта.
У 1899 році за подвиги і мужність був нагороджений орденом Зірки Ефіопії.
Він був лідером групи військових аналітиків і редактором їх збірки аналізів англо-бурської війни 1899–1902 років.
Був комендантом фортець Владивосток (1906) і Кронштадт (1907).
З 1911 по 1914 рік командував Першим російським армійським корпусом . У битві під Танненбергом (1914) його корпус мав захищати ліве крило 2- ї російської армії . Він відвів свої війська, не повідомивши свого командира Самсонова , що сприяло поразці росіян. За цю помилку він був звільнений від командування 28 серпня.
Після 1917 року продовжив наукову, інженерну та військову діяльність на користь радянської влади. У 1927 році був експертом Московської міської управи. Держава призначила йому почесну пенсію. Він вважав за краще жити в Санкт-Петербурзі, де й помер у 1932 році.